# Jean-Paul Benoit
Jean-Paul Benoit (ur. 28 września 1936 w Marennes) – francuski polityk, prawnik i urzędnik państwowy, poseł do Parlamentu Europejskiego III kadencji.

## Życiorys
Pochodzi z rodziny o tradycjach naukowych. Studiował prawo publiczne i politologię na Université Paris-Panthéon-Assas, został następnie absolwentem Instytutu Nauk Politycznych w Paryżu. Wykładał politykę międzynarodową i afrykanistykę na Université de Paris V. Podjął następnie pracę w biurze prefekta departamentu Côtes-du-Nord oraz sekretarza generalnego w Algierii. Później zatrudniony w strukturach ministerstw spraw wewnętrznych, zagranicznych i handlu zagranicznego, został szefem gabinetu ministra ds. kooperacji oraz członkiem zespołu negocjującego akcesję Wielkiej Brytanii. W latach 1982–1992 był dyrektorem generalnym OCIRP, państwowym organem zajmującym się emeryturami i rentami, w 2002 rozpoczął prowadzenie praktyki adwokackiej. Został dyrektorem instytucji kulturalnej Maison de l’Afrique i fundacji Fondation entreprises et performances, a także członkiem Académie des sciences d'outre-mer. Opublikował trzy książki poświęcone Europie i Afryce.
Początkowo działał w Partii Radykalnej, ok. 1988 pełnił funkcję jej wiceprezesa. W 1989 z ramienia Partii Socjalistycznej uzyskał mandat posła do Parlamentu Europejskiego. Przystąpił do frakcji socjalistycznej, w trakcie kadencji został członkiem ugrupowania Stowarzyszenie Demokratów, kierowanego przez Michela Durafoura i następnie Jacques’a Pelletiera.
Kawaler Legii Honorowej i Orderu Palm Akademickich. Otrzymał także Order Narodowy Zasługi.